# Famille de Bodin
Pour les articles homonymes, voir Bodin.
La famille de Bodin, anciennement Bodin, est une famille subsistante de la noblesse française, originaire du Cambrésis. 

## Histoire

### Origine
Originaire du Cambrésis, la famille de Bodin s'est fixée en Orléanais dans la seconde moitié du XVIe siècle, en la personne d'Abraham Bodin. Il y acquit la terre de Boisrenard pour laquelle il rendit hommage en 1578.
Jacques-Xavier Carré de Busserolle (membre de la Société archéologique de Touraine), rattache le patronyme de Bodin à la famille Baudin ou Le Baudin (en réalité Baudain ou Le Baudain) originaire du Cambrésis, connue dès le XIIe siècle, et à un conseiller chambellan du duc de Bourgogne en 1419, Jacques Le Baudain. On ne trouve aucun chambellan du duc de Bourgogne de ce nom, mais un chambellan héréditaire du Cambrésis, qui appartenait à la famille précitée. Carré de Busserolle ne rapporte pas de preuve de cette filiation et ne fait état d'aucune généalogie. Son hypothèse est difficile à établir ; elle est écartée par les auteurs contemporains,.

Ce rattachement est également remis en cause par Gustave Chaix d'Est-Ange. À ce sujet, il écrit :

« la famille de Bodin remonte par filiation à Nicolas Bodin, époux d'Adrienne de Neuvillette, qui était dans la première moitié du XVIe siècle seigneur de Villiers, en Artois, et de Mainville, près de Lille. Ce personnage ne paraît pas avoir appartenu à la noblesse, bien que M. de Busserolle ait voulu le faire descendre d'un Jean Baudain, chevalier, vivant en 1326. »

Édouard de Barthélemy écrit que la famille de Bodin justifie sa filiation depuis Abraham Bodin, écuyer en 1578.
La filiation suivie et légalement prouvée de la famille de Bodin est indiquée dans le jugement de confirmation de noblesse rendu le 22 juillet 1706 à Orléans. À l’origine de la lignée, il désigne « Nicolas Bodin, écuyer, seigneur de Villers et de Mainville, en Artois, vivant avant l'an 1528 », père d'Abraham Bodin, qui se fixa en Orléanais.
Cette famille a été admise à l'ANF depuis 1945.
La famille de Bodin a formé trois branches :
- La branche de Boisrenard,
- La branche de Vaux,
- La branche de Galembert.

### Branche de Boisrenard
La branche de Boisrenard est issue d'Abraham Bodin, époux d'Eléonore Leucher (ou Le Hucher), qui se fixa en Blésois. Il aurait quitté sa région natale après la destruction d'une partie de la ville de Cambrai par Charles-Quint en 1543, dans le but d'y bâtir la Citadelle de Cambrai. Abraham Bodin acquit la terre de Boisrenard, pour laquelle il rendit hommage en 1578. Dès cette époque, il porta les qualifications de noble et d'écuyer. Son fils, Jacques Bodin, seigneur de Boisrenard, est nommé gouverneur du château de Chambord en 1603,. Ses descendants feront bâtir une chapelle dans l'église Saint-Aignan de Nouan-sur-Loire. Un caveau familial sera par la suite creusé dans les soubassements de l'édifice.
Les Bodin de Boisrenard participèrent notamment au siège de Corbie, au siège de Mayence (1631) et au siège de Landau. L'un d'eux, Joseph de Boisrenard, mourut dans la bataille d'Assietta, plusieurs Boisrenard furent commandants et officiers au régiment du Pons, ancien régiment de Guyenne.
Anne-Marguerite de Bodin de Boisrenard, descendante d'Abraham au quatrième degré, épousa en 1712 Gaspar de Tascher de la Pagerie, dont le fils, établi à la Martinique, eut pour fille Joséphine de Beauharnais, première épouse de Napoléon Ier,.
Fortement réduite, la branche de Boisrenard émigra en partie à la Révolution française. Éteinte à la fin du XIXe siècle, deux autres ramifications en sont nées, l'une de François de Bodin de Vaux, arrière-petit-fils d'Abraham Bodin, en 1674, et l'autre, de Gaspard de Bodin de Galembert, descendant d'Abraham de Bodin au cinquième degré, à la même époque,.

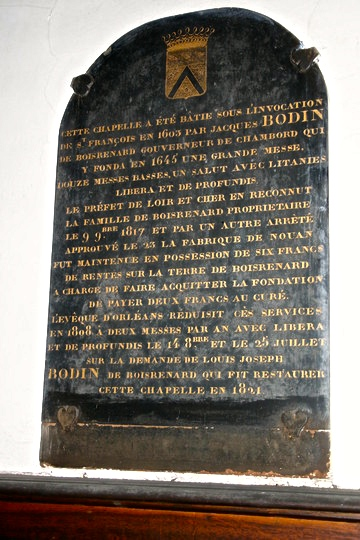
Plaque commémorative de la chapelle de Boisrenard (Nouan-sur-Loire).

### Branche de Vaux
La branche de Vaux est née de François Bodin (arrière-petit-fils d'Abraham Bodin), seigneur de Boisrenard, époux de Marguerite de Bugy, installé dans sa terre de Chantecaille et son fief de Vaux. Sa fille, Élisabeth, épousa en 1706 Pantaléon I de Bréda, chevalier de Saint-Louis et lieutenant du roi. Un autre de ses fils, François III de Bodin, chevalier de Saint-Louis, fut nommé gouverneur de Belle-Île-en-Mer, où il mourut en 1759. Il fit notamment bâtir le château de la Brosse-Salerne, qu'il ne vit pas achevé.
La branche de Vaux s'éteignit en la personne de Louis-Joseph de Vaux, frère du précèdent, en 1799.

### Branche de Galembert
À la suite de l'extinction de la branche de Vaux, puis à celle de la branche de Boisrenard, les fiefs de Boisrenard, de Chantecaille et de la Brosse-Salerne furent réunis par les descendants de Gaspard de Bodin de Galembert, lui-même issu d'Abraham Bodin de Boisrenard au cinquième degré. La terre de « Galambert » se trouve à proximité du fief de Boisrenard et a donné son nom a cette branche.
Gaspard de Bodin de Galembert, chevalier de Saint-Louis, s'est notamment distingué au régiment de Guyenne, dont il fut capitaine de grenadiers. Il épousa en 1765 Marie-Marguerite de Richomme.
Leur fils aîné, Joseph-François Henri de Bodin de Galembert, croix de Saint-Louis, sous-lieutenant au régiment de Guyenne, émigra en Italie en 1790. Poursuivi par les troupes révolutionnaires, il arriva en Sicile et fut placé par la reine Marie-Caroline de Bourbon-Siciles dans la famille du prince di Larderia. De retour en France en 1804, dépouillé de ses biens, il se fixa à Vendôme et épousa en 1812 la fille du marquis de Vanssay. Il eut trois enfants, dont Louis Marie Charles de Bodin.

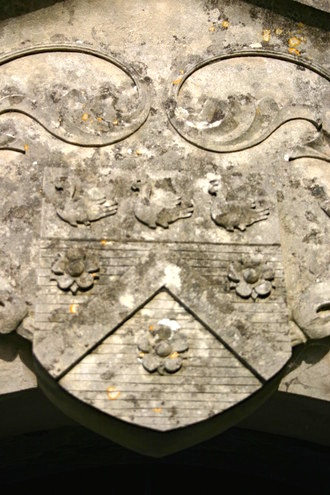
Armes de Bodin de Galembert

## Filiation
- Nicolas Bodin, seigneur de Villiers en Artois et de Mainville. Il épousa Adrienne de Neuvillette, dont :
  - Abraham Bodin, seigneur de Boisrenard. Il épousa Eléonore Leucher, dont :
    - Jacques Bodin, seigneur de Boisrenard, gouverneur du château de Chambord en 1603. Il épousa Jacquette de Marivert en 1607, dont :
      - Nicolas Bodin, seigneur de Boisrenard, dont :
        - François Bodin, seigneur de Boisrenard et de Villeflanzy. Maintenu noble en 1693, il épousa Marguerite de Bugy en 1649, dont :
          - Louis Bodin, seigneur de Boisrenard. Il épousa Madeleine Mercier en 1680, dont :
            - Louis de Bodin, chevalier, seigneur de Boisrenard, chevalier de Saint-Louis, lieutenant des chasses de Chambord. Il épousa Anne de Laiglhoult en 1713, dont :
              - François de Bodin, chevalier, seigneur de Boisrenard, officier de la capitainerie du château de Chambord, chevalier de Saint-Louis ;
              - Gaspard  de Bodin de Galembert, capitaine de cuirassier, chevalier de Saint-Louis, auteur de la branche de Galembert. Il épousa Marguerite de la Place de Richomme en 1765 ;

          - François Bodin, seigneur de Vaux et de la Brosse, auteur de la branche de Vaux. Il épousa successivement Elisabeth Gardereau et Sidoine de Villeneuve. La branche de Vaux s'est éteinte en 1799 avec Louis Joseph de Bodin, seigneur de Vaux, capitaine d'infanterie, chevalier de Saint-Louis.

## Alliances
Cette famille a contracté des alliances avec les familles, : de Neuvillette, Le Huchet, de Marivert, de Gratemesnil, de Bugy, de Richomme, de Tascher de la Pagerie, Mercier, de Laiglhoult, de La Taille, Iver, de Massol, de Sainte-Foix, de Fougeroux, de Courcy, de Berthier de Grandry, de Champeaux de La Boulaye, de Baguenault de Pussèche, de Trimond, Guyon de Montlivault, de Coniac, Montaudouin, du Houlley, Gardereau, de Villeneuve, de Lamberty, Le Fuzellier de Comercy, de Ferrières, de Meaussé, Malabiou de Boiredon, de Cantalause, de Bréda, de Vanssay, Berthemy, de Voisins-Lavernière, de Mainville, de Belloy, de Saint-Didier, de Posch, de Rozières, de Vestel, Bertrand de Rivière, des Tullières, de Montesquiou, de Bourbon-Busset.